# Cathleen Black

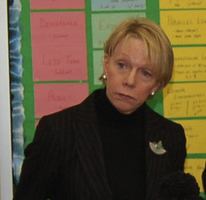
Cathleen Black beim Besuch der Hillcrest High School (13. Dezember 2010)

Cathleen Prunty „Cathie“ Black (* 26. April 1944 in Chicago, Illinois) ist eine US-amerikanische Unternehmerin, Herausgeberin und Wirtschaftsmanagerin, die zuletzt auch Kanzlerin der Schulen von New York City war.

## Leben
Nach dem Schulbesuch studierte Cathleen Black am Trinity College Washington und schloss dieses Studium 1966 mit einem Bachelor of Arts (B.A.) ab. Nach Beendigung des Studiums begann sie ihre berufliche Laufbahn im Verlagswesen und war zunächst Werbeanzeigenberaterin beim Magazin Holiday, ehe sie anschließend von 1970 bis 1972 in gleicher Stellung bei der Zeitschrift New York Magazine tätig war. Im Anschluss wurde sie zunächst Werbeanzeigenberaterin bei dem von Gloria Steinem neugegründeten feministischen Magazin Ms. und war danach zwischen 1975 und 1977 assoziierte Herausgeberin dieses Magazins.
1977 kehrte sie zum New York Magazine zurück und war dort zunächst ebenfalls assoziierte Herausgeberin, ehe sie zwischen 1979 und 1983 Herausgeberin dieser Zeitschrift war. Nach einer darauf folgenden kurzen Tätigkeit als Präsidentin, war sie zwischen 1983 und 1991 Herausgeberin der Tageszeitung USA Today. Neben dieser Tätigkeit war sie außerdem von 1985 bis 1991 Executive Vice President des Medienkonzerns Gannett.
Nach einer anschließenden Tätigkeit von 1991 bis 1995 als Präsidentin und Chief Executive Officer (CEO) des US-amerikanischen Zeitungsverbandes Newspaper Association of America, war Cathleen Black von 1995 bis 2010 Präsidentin der Magazine der Hearst Corporation sowie zeitweise von 1999 bis 2001 auch Vorsitzende des Verbandes der US-amerikanischen Zeitschriftenverleger Magazine Publishers of America.
Neben diesen Funktionen übernahm sie auch zahllose Aufgaben in der Privatwirtschaft wahr und war von 1990 bis 1991 und dann erneut von 1993 bis 2010 Mitglied des Board of Directors von The Coca-Cola Company. Cathleen Black, die seit 1995 auch Mitglied des Board of Directors von IBM ist, gehörte als Mitglied auch den Boards of Directors von Gannett, der Hearst Corporation, des Medienunternehmens iVillage sowie der Handelsorganisation Ad Council an.
Zuletzt wurde Cathleen Black, die zeitweise auch Treuhänderin (Trustee) der University of Notre Dame war, von New York Citys Bürgermeister Michael Bloomberg am 11. November 2010 zur Kanzlerin der öffentlichen Schulen von New York City ernannt, obwohl sie zuvor keine größeren Erfahrungen im US-amerikanischen Bildungssystem hatte. Bei einem öffentlichen Auftritt scherzte sie im Januar 2011, dass die Überfüllung der öffentlichen Schulen durch Geburtenkontrolle eingedämmt werden sollte. Am 7. April 2011 trat sie von ihrem Amt als Kanzlerin zurück und begründete dieses damit, dass ihre Anwesenheit „eine Ablenkung für das städtische Schulsystem“ (‚a distraction for the city’s school system‘) war.

## Veröffentlichungen
- Basic Black: The Essential Guide for Getting Ahead at Work (and in Life) (2007, Memoiren)